# 陳裕 (蜀漢)
陳裕 （？—？年），陳袛次子，劉禪追念陳袛拔裕為黃門侍郎。
西晉泰始四年（268年）三月，羅憲跟隨晉武帝司馬炎在華林園參與宴會，晉武帝詢問故蜀漢大臣的子弟，又問起其中適合任用者，羅憲推薦了常忌、杜軫、壽良、陳壽、高軌、呂雅、許國、費恭、諸葛京、陳裕，他們隨即得到了進用，都在當時知名於世。